# Rudolf Christian

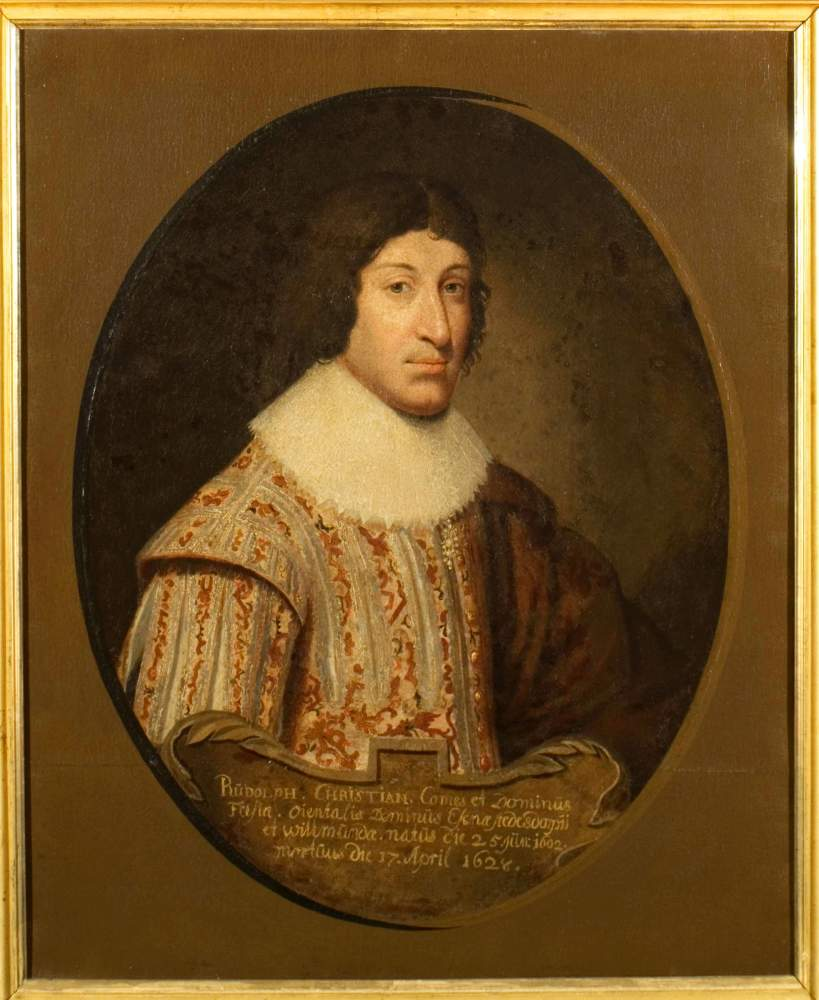
Rudolf Christian

Rudolf Christian (* 25. Juni 1602; † 16. April 1628 in Berum) war von 1625 bis 1628 Graf von Ostfriesland aus dem Haus Cirksena. In seine Regierungszeit fallen die Heimsuchung Ostfrieslands als Rückzugsgebiet und Quartier ausländischer Truppen, die am Dreißigjährigen Krieg beteiligt waren, und der Beginn der Fehnkultur.

## Leben
Rudolf Christian war der zweite Sohn von Enno III. aus dessen zweiter Ehe mit Anna von Schleswig-Holstein-Gottorf. Über seine Kindheit und Jugend ist wenig bekannt. 1622 verlobte er sich mit Prinzessin Anna Augusta von Braunschweig-Wolfenbüttel, der Tochter von Heinrich Julius, dem Herzog zu Braunschweig und Lüneburg und Fürst von Braunschweig-Wolfenbüttel. Als ältester überlebender Sohn war er nach dem Tod seines Vaters ab 1625 Graf von Ostfriesland. Er erreichte einen Ausgleich mit den Ständen, die ihm darauf nach und nach huldigten, letztlich sogar die Stadt Emden. Unter seiner Führung wurde das Harlingerland endgültig in die Grafschaft Ostfriesland eingegliedert. Dies manifestiert sich in dem bis zum Ende der Grafschaft 1744 gültigen sechschildrigen ostfriesischen Wappen, das unter seiner Herrschaft im Jahre 1625 eingeführt wurde.
Im Dezember 1627 zogen drei Regimenter des Tillyschen Heeres unter dem General Gallas  in Ostfriesland zum Winterquartier ein. Er machte Schloss Berum zu seinem Hauptquartier. General Johann Jakob von Bronckhorst-Batenburg nahm Quartier in Jever, zehn Kompanien Reiterei wurden ins Rheiderland verlegt und in Friedeburg waren 600 Mann stationiert. Im ganzen Land waren nun Truppen – mit Ausnahme von Aurich (auf Bitten des Grafen) und Emden.
Im März 1628 versammelten sich die Stände und die Kaiserlichen, um über die Kontributionen zu verhandeln. Alle mussten zahlen, nur Emden weigerte sich – sechs städtische Kompanien und die Festung gaben der Stadt genügend Sicherheit.

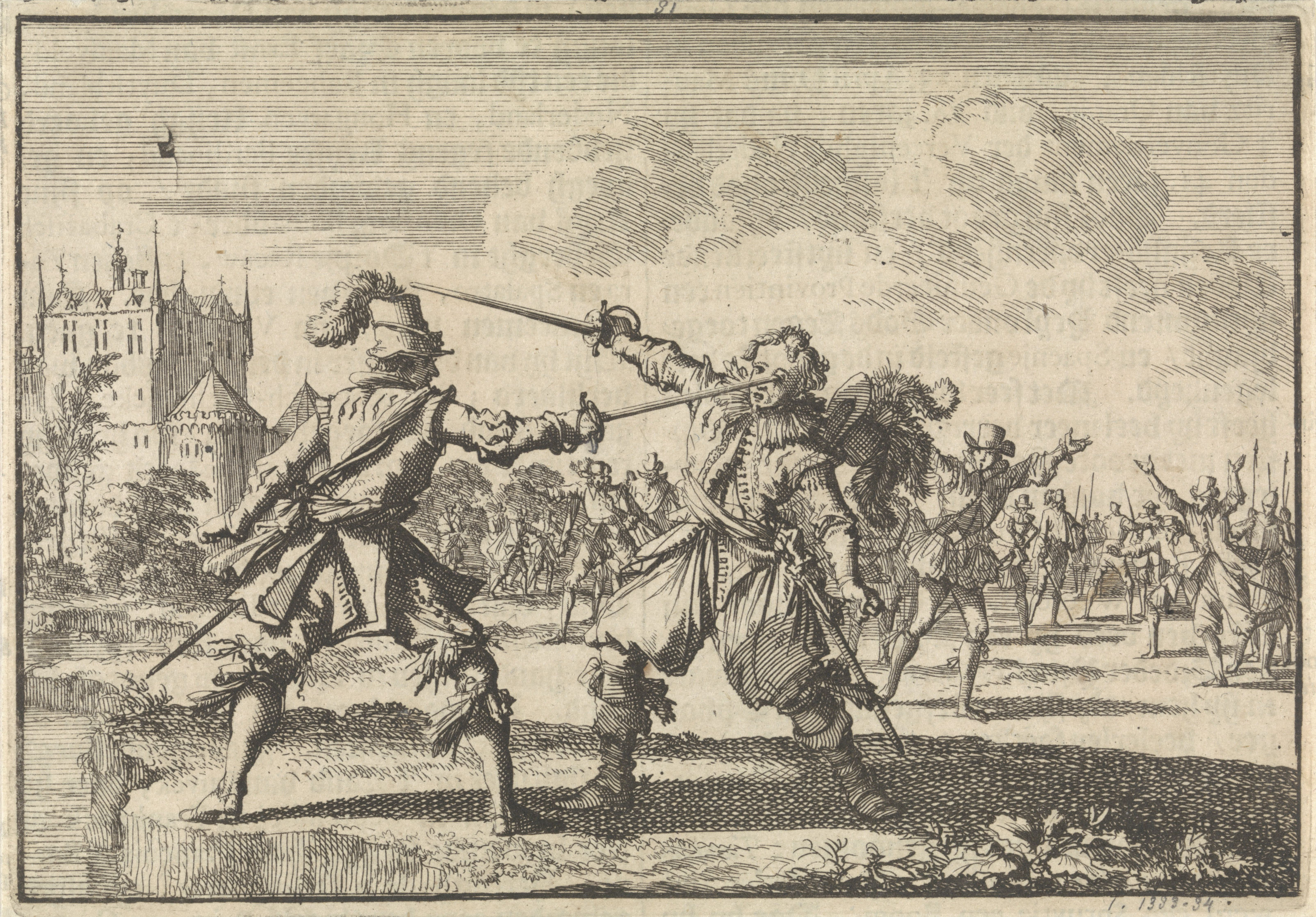
Rudolf Christian (Graf von Ostfriesland) wird im Duell tödlich verwundet – Kupferstich von Jan Luyken, 1698

Am 15. April 1628 begab sich der junge Graf von Ostfriesland Rudolf Christian nach Berum, um dort mit den kaiserlichen Befehlshabern über eine Mäßigung der Kontributionen zu verhandeln. Gewohnheitsgemäß wurde dabei gut gespeist und getrunken. Im Anschluss an dieses Gelage kam es zu einem Duell mit Thomas Streif, einem Lieutenant der kaiserlichen Truppen, in dessen Verlauf der erst 26-jährige Graf durch einen Stich in das linke Auge tödlich verletzt wurde. Rudolf Christian starb am darauffolgenden Tag. Da Rudolf Christian kinderlos war, folgte ihm sein Bruder Ulrich II. als Graf von Ostfriesland nach.